# Times Like These
Times Like These è un singolo del gruppo musicale statunitense Foo Fighters, pubblicato il 6 gennaio 2003 come secondo estratto dal quarto album in studio One by One.

## Descrizione
La foto contenuta nel libretto dell'edizione CD è stata realizzata da Anton Corbijn.
Il 23 aprile 2020 la BBC ha organizzato un live lounge domestico in cui diversi cantanti riproponevano cover di brani. I Foo Fighters, assieme a Ellie Goulding, Chris Martin, Dua Lipa, Bastille, Jess Glynne, i Biffy Clyro, Sean Paul e Rita Ora, hanno presentato una nuova versione di Times Like These, i cui proventi raccolti dalla vendita del brano sono andati a supportare le iniziative volte a contrastare la pandemia di COVID-19.

## Tracce
Testi e musiche dei Foo Fighters, eccetto dove indicato.
CD – parte 1 (Australia, Nuova Zelanda, Regno Unito)
1. Times Like These (Album Version) – 4:26
2. Life of Illusion (Joe Walsh Cover) – 3:42 (Joe Walsh, Ken Passarelli)
3. Planet Claire (Live) (featuring Fred Schneider of The B-52's) – 4:19 (Henry Mancini, Catherine Pierson, Fred Schneider, J. Keith Strickland, Cynthia Wilson, Ricky Wilson)
4. Enhanced Section (Nice Hat) – 1:06
5. Enhanced Section (Black Slapper) – 0:31

CD – parte 2 (Australia, Nuova Zelanda, Regno Unito)
1. Times Like These (Album Version) – 4:26
2. Normal (Previously Unreleased) – 4:30
3. Learn to Fly (Live) – 3:42
4. Enhanced Section (Japanese Grunge) – 1:36

CD (Canada)
1. Times Like These (Album Version) – 4:28
2. Planet Claire (Live) (featuring Fred Schneider of The B-52's) – 4:17 (Henry Mancini, Catherine Pierson, Fred Schneider, J. Keith Strickland, Cynthia Wilson, Ricky Wilson)

CD (Europa)
1. Times Like These (Album Version) – 4:26
2. Life of Illusion – 3:42

CD maxi (Europa)
1. Times Like These (Album Version) – 4:26
2. Normal – 4:28
3. Learn to Fly (Live) – 3:42
4. Times Like These (Video) – 3:52

CD (Giappone)
1. Times Like These (Album Version) – 4:26
2. Life of Illusion – 3:42 (Joe Walsh, Ken Passarelli)
3. The One – 2:44
4. Normal – 4:28
5. Planet Claire (Live) (featuring Fred Schneider of The B-52's) – 4:19 (Henry Mancini, Catherine Pierson, Fred Schneider, J. Keith Strickland, Cynthia Wilson, Ricky Wilson)
6. Learn to Fly (Live) – 3:42

7" (Regno Unito)
- Lato A

1. Times Like These (Album Version) – 4:26

- Lato B

1. Life of Illusion (Joe Walsh Cover) – 3:42 (Joe Walsh, Ken Passarelli)

## Formazione
Gruppo
- Dave Grohl – voce, chitarra
- Taylor Hawkins – batteria
- Nate Mendel – basso
- Chris Shiflett – chitarra

Produzione
- Nick Raskulinecz – produzione, registrazione
- Foo Fighters – produzione
- Jim Scott – missaggio
- Bob Ludwig – mastering

## Classifiche
| Classifica (2003)             | Posizione massima |
| ----------------------------- | ----------------- |
| Australia                     | 22                |
| Paesi Bassi                   | 90                |
| Regno Unito                   | 12                |
| Regno Unito (rock & metal)    | 1                 |
| Stati Uniti                   | 65                |
| Stati Uniti (alternative)     | 5                 |
| Stati Uniti (mainstream rock) | 5                 |